# 本特縣
本特县（英語：Bent County）是美国科羅拉多州東南部的一個縣，面積3,991平方公里。根據2020年美國人口普查，共有人口5,650人。縣治拉斯阿尼馬斯（Las Animas）。該縣成立於1870年2月11日，縣名來自威廉·本特。